# LG G7 ThinQ
LG G7 ThinQ (также употребляется, как LG G7) — Android-смартфон, разработанный LG Electronics как часть серии LG G. Об этом было официально объявлено 2 мая 2018 года, после примерно недели официальных утечек со стороны LG. Это второй продукт LG, использующий торговую марку ThinQ, которая обозначает наличие искусственного интеллекта. Устройство является преемником LG G6 2017 года.
Несмотря на изменённый дизайн передней панели и защиту по военному стандарту, LG G7 ThinQ провалился в продажах и получил неоднозначную критику.

## Технические характеристики
- SoC Qualcomm Snapdragon 845, 8 ядер (4 × Kryo 385 @2,8 ГГц + 4 × Kryo 385 @1,8 ГГц
- GPU: Adreno 630
- Операционная система: Android 8.0
- Сенсорный экран IPS 6,1″, 3120×1440 (19,5:9), 563 ppi
- Оперативная память (RAM) 4 ГБ, внутренняя память 64 ГБ
- Поддержка Nano-SIM (2 шт.)
- Поддержка microSD (до 2 ТБ)
- Сети GSM/GPRS/EDGE (850/900/1800/1900 МГц)
- Сети WCDMA/HSPA+ (900/2100 МГц)
- Сети LTE Cat.18 FDD B1/3/7/8/20, TD B38
- Wi-Fi 802.11a/b/g/n/ac (2,4 и 5 ГГц)
- Bluetooth 5.0
- NFC
- GPS, A-GPS, Глонасс, BDS
- USB Type-C 3.1, USB OTG
- Основная камера 16 Мп, f/1,6 + 16 Мп, f/1,9, видео 4K @60 fps
- Фронтальная камера 8 Мп, f/1,9[4]
- Датчики приближения и освещения, магнитного поля, акселерометр, гироскоп
- Сканер отпечатков пальцев
- Защита IP68
- Аккумулятор 3000 мА·ч, Quick Charge 4
- Размеры 153×72×7,9 мм
- Масса 162 г

### Технические характеристики
LG G7 ThinQ использует металлический корпус со стеклянной подложкой и имеет класс защиты IP68 от воды и пыли. Он доступен в черном, синем, розовом и серебристом цветах. G7 оснащен ЖК-дисплеем FullVision IPS с разрешением 1440p и диагональю 6,1 дюйма. Дисплей использует соотношение сторон 19:9, что выше, чем у дисплеев 18:9, используемых в большинстве смартфонов, таких как Samsung Galaxy S9. Дисплей способен выдавать максимальную яркость 1000 нит с помощью дополнительного белого субпикселя в матрице. Дисплей поддерживает HDR10, поддерживая воспроизведение контента YouTube и Netflix с высоким динамическим диапазоном. G7 также был разработан с тонкими рамками и вырезом, как у iPhone X, который LG называет «вторым экраном». В отличие от выемки Apple, выемку можно затемнить на G7.
В G7 используется система на кристалле Qualcomm Snapdragon 845 с 4 ГБ оперативной памяти. Он предлагается с 64 ГБ встроенной памяти, которую можно расширить с помощью SD-карты. Он поддерживает беспроводную зарядку, и все модели будут поддерживать Qualcomm Quick Charge 4. Все модели на всех рынках будут оснащены четырьмя цифро-аналоговыми преобразователями (ЦАП) для улучшения звучания, в отличие от G6, который ограничил использование четырех ЦАП некоторыми азиатскими рынками. .
На боковой стороне телефона есть кнопка, похожая на кнопку Samsung Bixby; хотя его нельзя переназначить, при удерживании он запускает Google Assistant, а не другой ИИ. Двойное нажатие на кнопку запускает Google Lens.
Камера представляет собой двойную установку с основным объективом и широкоугольным объективом, оба имеют разрешение 16 МП. В приложении камеры есть кнопка портретного режима и кнопка камеры AI, которая определяет 18 различных ситуаций, таких как режим домашних животных, режим еды, режим заката, режим фруктов и т.д.

### Программное обеспечение
LG G7 ThinQ поставляется с Android 8.0 «Oreo» и оболочкой LG UX. 29 июня 2018 года в обновлении программного обеспечения появилась возможность записи видео 4K со скоростью 60 кадров в секунду. В январе 2019 года LG выпустила обновление для Android 9.0 «Pie» в Южной Корее. В 2020 году в большинстве регионов были обновлены Android 10.

## Варианты

### LG G7 One
LG G7 One был выпущен на отдельных рынках (например, в Канаде) в конце 2018 года в рамках программы Android One. Он визуально идентичен G7 ThinQ, за исключением того, что стеклянная подложка имеет более мягкую матовую поверхность, в отличие от полированного внешнего вида ThinQ. Его аппаратное обеспечение немного уступает G7 ThinQ, в нем используется система на кристалле Snapdragon 835 вместо 845, 4 ГБ ОЗУ и 32 ГБ расширяемой памяти, батарея емкостью 3000 мАч и удален второй, широкоугольный объектив задней камеры. Как и во всех телефонах Android One, он использует стандартный пользовательский интерфейс Android и приложения Google вместо LG UX (аналогично предыдущим сериям Nexus, таким как Nexus 5X производства LG); он поставляется с Android 8.1, и LG обязуется выпустить как минимум два основных выпуска Android для устройства, а также обеспечить трехлетнюю поддержку исправлений безопасности. Android 9.0 «Pie» был выпущен для G7 One в ноябре 2018 года, за ним последовали Android 10 в декабре 2019 года и Android 11 в марте 2021 года.
MobileSyrup отметил некоторые регрессии по сравнению с G7 ThinQ из-за различий в аппаратном обеспечении, особенно в отношении времени автономной работы (например, понижение версии SoC, приводящее к отсутствию поддержки Quick Charge 4+, и использование в линейке G7 ЖК-дисплеев вместо OLED, что влияет на его производительность), но что G7 One был «в основном плавным» и сохранил большую часть аппаратных функций ThinQ (например, поддержку звука), за исключением часто критикуемого пользовательского интерфейса LG. Из-за его позиционирования и стартовой цены сравнение проводилось с OnePlus 6T, но утверждалось, что, хотя у 6T был Snapdragon 845, большая батарея и OLED-дисплей, у G7 One действительно был более четкий дисплей с поддержкой HDR, и разъем для наушников с ЦАП и официальная сертификация IP для гидроизоляции.
В декабре 2018 года G7 One был выпущен в Японии как LG X5 Android One. В январе 2019 года он был анонсирован для Южной Кореи как LG Q9 One исключительно для LG U+ в модели на 64 ГБ.

### LG G7 Fit
LG G7 Fit был представлен вместе с G7 One; это бюджетный вариант модели ThinQ, использующий процессор Snapdragon 821 SoC с 4 ГБ оперативной памяти и 16-мегапиксельную камеру.

## Защита
Смартфон прошел 14 тестов на прочность, чтобы получить Военный Сертификат Защиты (Military Standard 810G). На неофициальном тестировании он выдержал не только погружение в воду и попадание в пылевую бурю, но также резкие перепады температуры, мощные струи воды (например, ливень) и сильную вибрацию. После проведённых испытаний смартфон не пострадал.

## Продажи
LG G7 ThinQ впервые была представлена для мирового рынка 2 мая и на день позже для азиатского рынка — 3 мая 2018 года.
На самом старте компании LG удалось продать всего 1,5 млн устройств вместо запланированных 3 млн смартфонов, а всего компания смогла продать около 2 млн устройств.